# Stade nautique d'Anvers
Le stade nautique d'Anvers (en néerlandais :Zwemstadion van Antwerpen) était le site des épreuves de natation, plongeon et water-polo des Jeux olympiques de 1920 organisés à Anvers en Belgique.

## Histoire
Le stade nautique coûta 1,1 million de francs belges et fut financé par la ville d'Anvers. La piscine était un bassin de 100 mètres aménagé dans les douves des forts Brialmont, anciennes fortifications de la ville,.